# Obszar Chronionego Krajobrazu Pogórza Wiśnickiego

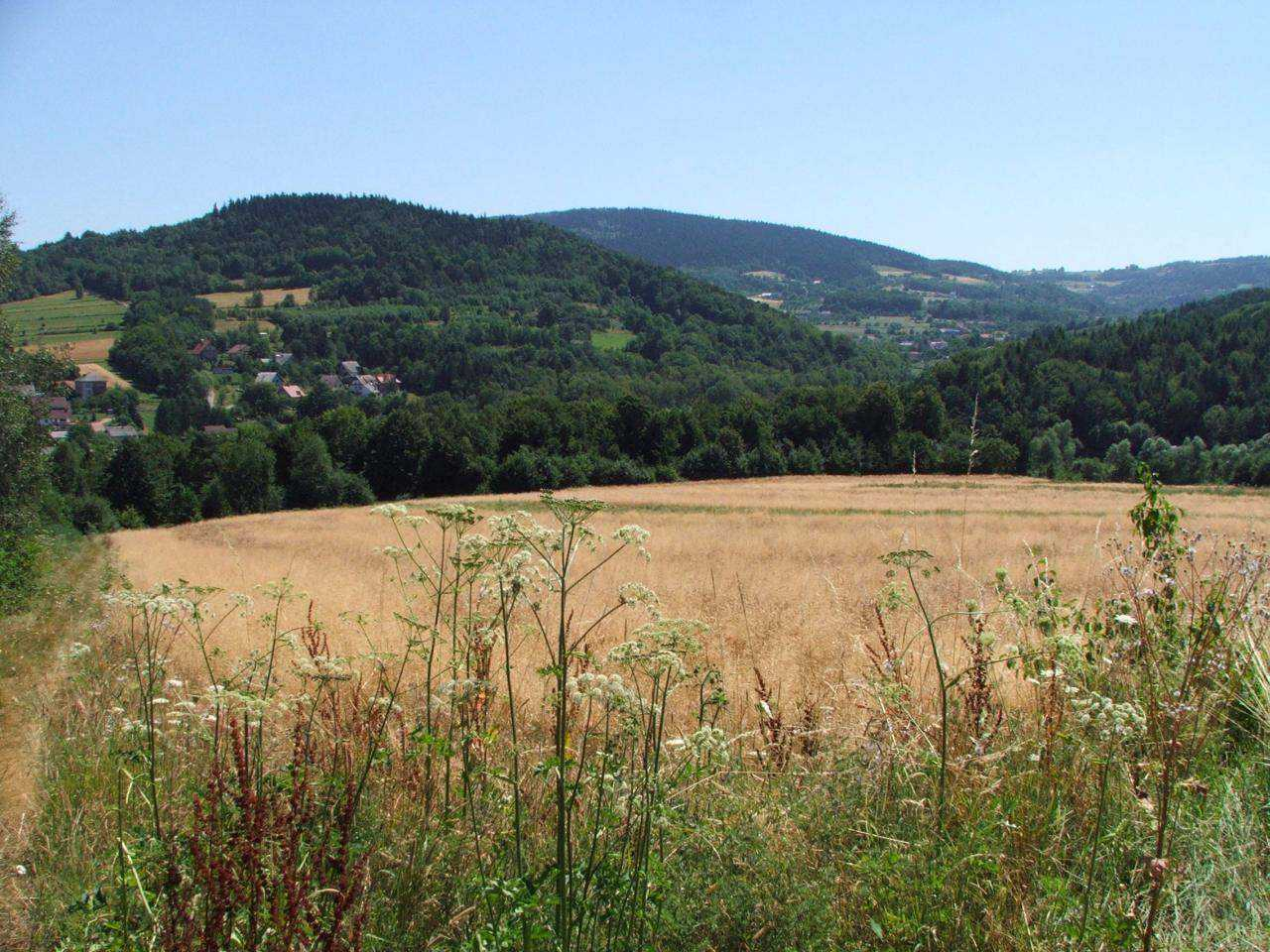
Krajobraz południowej części- Żarnówka

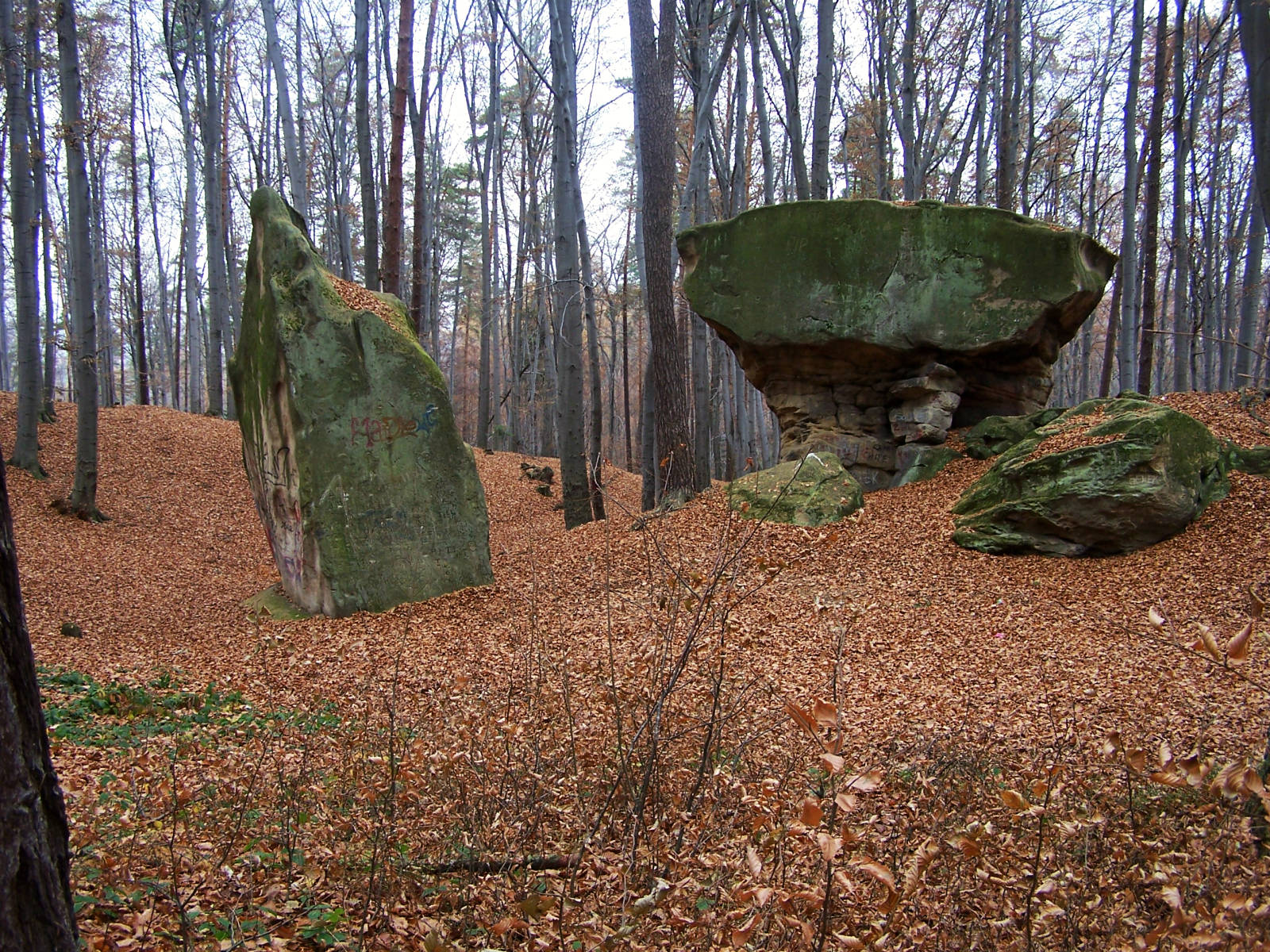
Rezerwat przyrody Kamień-Grzyb

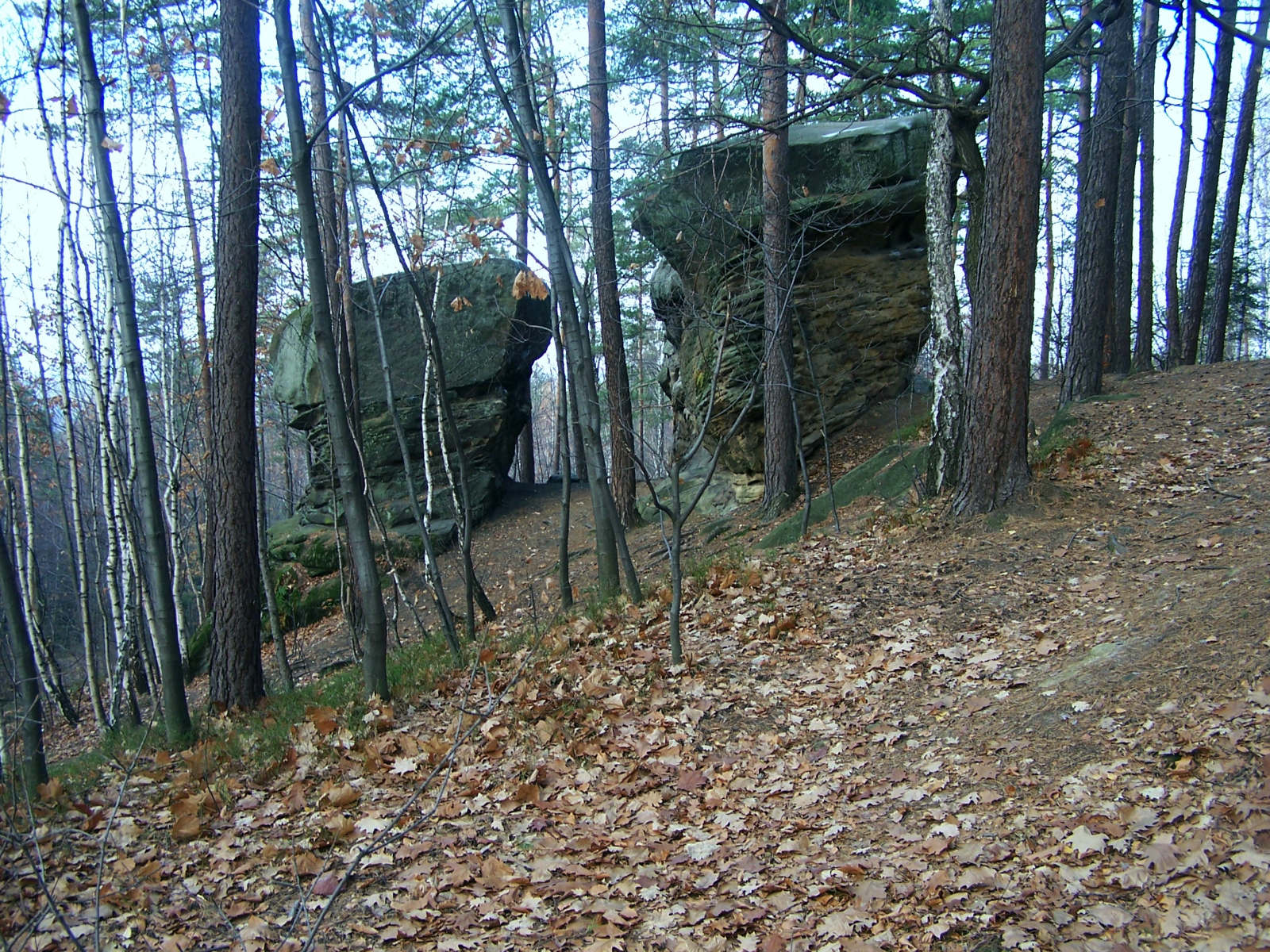
Kamienie Brodzińskiego

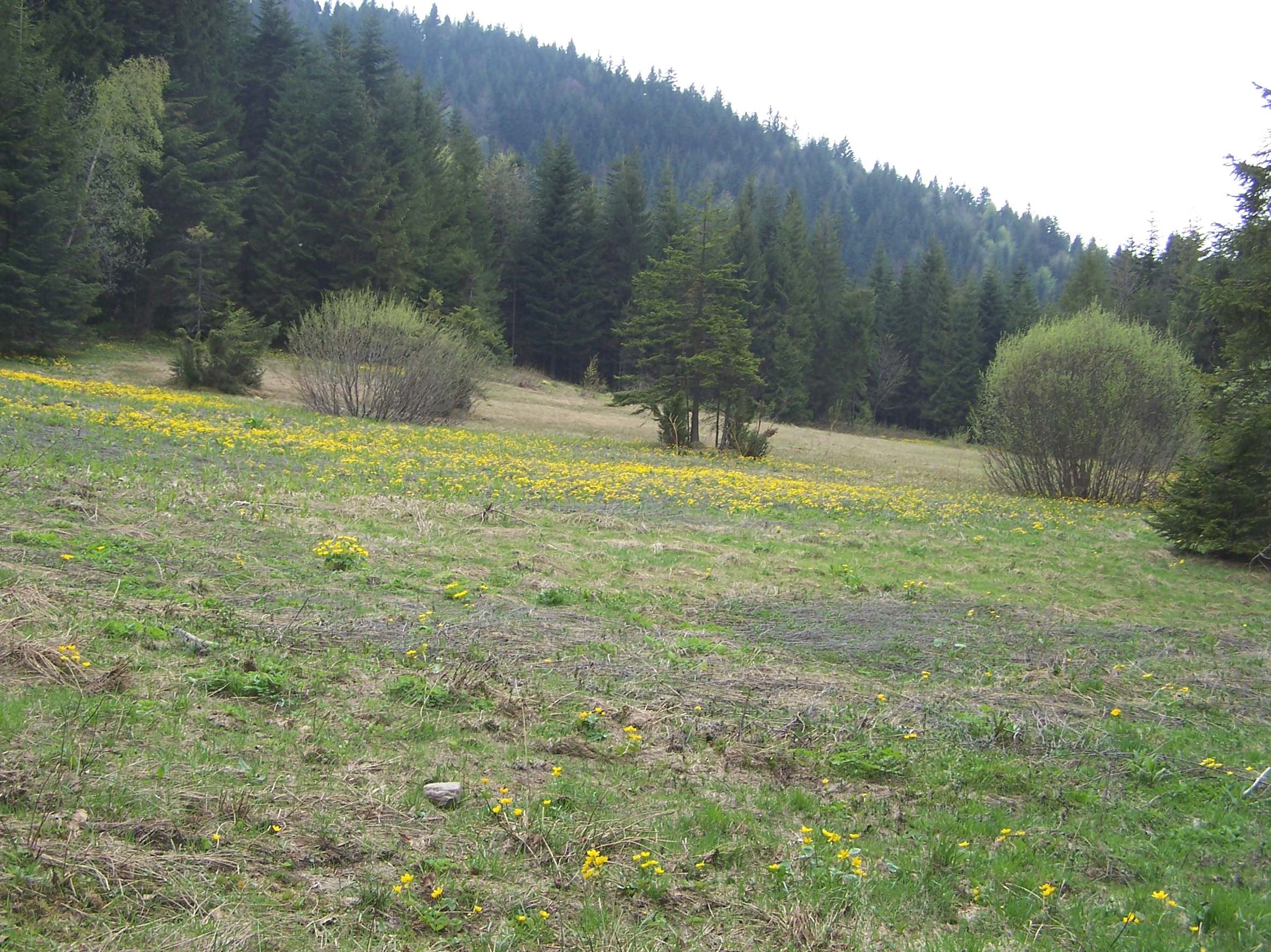
Krajobraz pogórza wiosną

Obszar Chronionego Krajobrazu Pogórza Wiśnickiego – obszar chronionego krajobrazu istniejący w latach 1996–2006, położony w województwie małopolskim (przed reformą administracyjną w województwie tarnowskim). Został ustanowiony rozporządzeniem wojewody tarnowskiego Nr 23/96 z dnia 28 sierpnia 1996 roku. W związku z utworzeniem przez wojewodę tarnowskiego w 1997 roku Wiśnicko-Lipnickiego Parku Krajobrazowego
nastąpiło rozdzielenie Obszaru Chronionego Krajobrazu Pogórza Wiśnickiego na dwa odrębne obszary położone po wschodniej i zachodniej stronie wspomnianego parku krajobrazowego. W tej sytuacji postanowiono wyodrębnić dwa obszary chronionego krajobrazu i nadać im nowe nazwy przystające do ich położenia:
- Obszar Chronionego Krajobrazu Wschodniego Pogórza Wiśnickiego, utworzony 27 grudnia 2005 r. na powierzchni 29 984 ha,
- Obszar Chronionego Krajobrazu Zachodniego Pogórza Wiśnickiego, utworzony 21 lutego 2006 r. na obszarze 14 242 ha[2].

Obszar Chronionego Krajobrazu Pogórza Wiśnickiego obejmował część Pogórza Wielickiego i Wiśnickiego na zachód od doliny Dunajca. Są to obszary o zróżnicowanej rzeźbie terenu. W południowej części obszaru sąsiadującej z Beskidem Wyspowym są to pasma wzgórz przecięte głębokimi dolinami rzecznymi, w części północnej pojedyncze rozległe wzgórza z płaskimi dolinami rzecznymi. Licznie występują różnego rodzaju osobliwości przyrody nieożywionej: ostańce skalne, wychodnie, odsłonięcia skalne, głębokie wąwozy. Najcenniejsze z nich chronione są jako pomniki przyrody.

## Flora
Na zboczach dolin Dunajca oraz w północnej części obszaru występują licznie zbiorowiska kserotermiczne oraz różnego rodzaju zarośla, część południowa jest w znacznym stopniu zalesiona. Zespoły leśne są zróżnicowane – występują tutaj buczyny, grądy, jedliny, bory mieszane, bory sosnowe, łęgi. W południowej części istnieją dobrze zachowane obszary buczyny karpackiej. Na Obszarze odnotowano 35 gatunków roślin chronionych, w tym 25 podlegających całkowitej ochronie. Należą do nich m.in. dziewięćsił bezłodygowy, gółka długoostrogowa, storczyk blady i purpurowy, bluszcz pospolity, wawrzynek wilczełyko, konwalia majowa, goryczka trojeściowa, buławnik wielkokwiatowy, pióropusznik strusi, pierwiosnek wyniosły.

## Zabytki kultury materialnej
Do krajobrazu kulturowego należą m.in.: XV-wieczny Zamek w Dębnie, Zamek Kmitów i Lubomirskich w Nowym Wiśniczu, Zamek w Melsztynie i Zamek w Czchowie, zespół urbanistyczny Czchowa, rynek w Lipnicy Murowanej, kaplica-grota w Porąbce Uszewskiej, liczne zabytkowe kościoły, np. w Czchowie, Sobolowie, Łapczycy Chronowie, Trzcianie.

## Ochrona przyrody
Na terenie Obszaru Chronionego Krajobrazu Pogórza Wiśnickiego istniały trzy rezerwaty przyrody, dwa kolejne projektowano:
- Bukowiec (obecnie na terenie Obszaru Chronionego Krajobrazu Wschodniego Pogórza Wiśnickiego)
- Kamień-Grzyb (obecnie na terenie Wiśnicko-Lipnickiego Parku Krajobrazowego)
- Panieńska Góra (obecnie na terenie Obszaru Chronionego Krajobrazu Wschodniego Pogórza Wiśnickiego)
- Wielka Góra (projektowany)
- Wzgórze Melsztyńskie (projektowany)

Liczne są pomniki przyrody i inne formy ochrony przyrody, wśród których warto wymienić: Kamienie Brodzińskiego i Skałki Chronowskie.
Obszar Chronionego Krajobrazu Pogórza Wiśnickiego pełnił funkcję otuliny dla Wiśnicko-Lipnickiego Parku Krajobrazowego, Ciężkowicko-Rożnowskiego Parku Krajobrazowego oraz projektowanego Łososińsko-Żegocińskiego Parku Krajobrazowego.